# Бокс
Бокс (фр. boxe — «бокс» та boxeur — «боксер» від англ. boxing — «удари», «биття», «бокс», to box — «битися на рингу», «боксувати») — контактний вид спорту, єдиноборство, в якому спортсмени наносять один одному удари кулаками в спеціальних рукавичках. Рефері контролює бій, який триває до 12 раундів. Перемога боксера у випадку, якщо суперник збитий з ніг і не може піднятися протягом десяти секунд (нокаут) або якщо він отримав травму, яка не дозволяє продовжувати бій (технічний нокаут). Якщо після встановленої кількості раундів поєдинок не був припинений, то переможець визначається оцінками суддів.
Найбільш ранні свідоцтва подібних змагань відображені ще на шумерських, єгипетських і мінойських рельєфах. Турніри з кулачних боїв, що нагадує бокс, проходили ще в Стародавній Греції. По-справжньому бокс став спортивним єдиноборством в 688 році до н. е., коли кулачні бої були вперше включені в програму античних Олімпійських ігор. Сучасний бокс зародився в Англії на початку XVIII століття.
У деяких країнах існують власні різновиди боксу: французький бокс (симбіоз савата, англійського боксу і фехтування на тростинах) у Франції, летхвей в М'янмі, муай-тай в Таїланді; тому часто використовують термін «англійський бокс».
Бокс є олімпійським видом спорту.

## Назва
Іван Боберський запропонував називати цей вид спорту «стусан».

## Історія

### Ранній період історії боксу
Перше зображення бою було зроблено в шумерській печері в третьому тисячолітті до н. е., а давньоєгипетський рельєф другого тисячоліття до н. е. зобразив уже не тільки боксерів, а й глядачів. Але обидва бійця б'ються голіруч. 1927 року американський археолог Спенсер виявив у Багдаді кам'яні плити з малюнком, на якому дві людини готуються до поєдинку. Прийнято вважати, що вік цієї знахідки — 7000 років.
Кулачні бої також описувалися в давніх індійських текстах: у Ведах, Рамаяні, Махабхараті. Свідоцтва існування боксу були знайдені і під час розкопок у містах Мохенджо-Даро і Хараппа.
Перші знахідки, що підтверджують боксування в рукавичках, датовані 1500—900 роками до нашої ери, на Криті й у горах Сардинії (2000—1000 до н. е.).

### Бокс в Стародавній Греції
Ліванці й етруски називали бокс «пугілізмом». У Середземномор'ї не було поділу на вагові категорії, а клінч був суворо заборонений. У поєдинках не було раундів, і часто вони не обмежувалися за часом, закінчуючись нокаутом, визнанням поразки одним з учасників, а іноді навіть смертю. Хоча при тренуванні використовували рукавички, під час змагань учасники обмотували руки смужками з твердої шкіри, які захищали кулаки (кести).

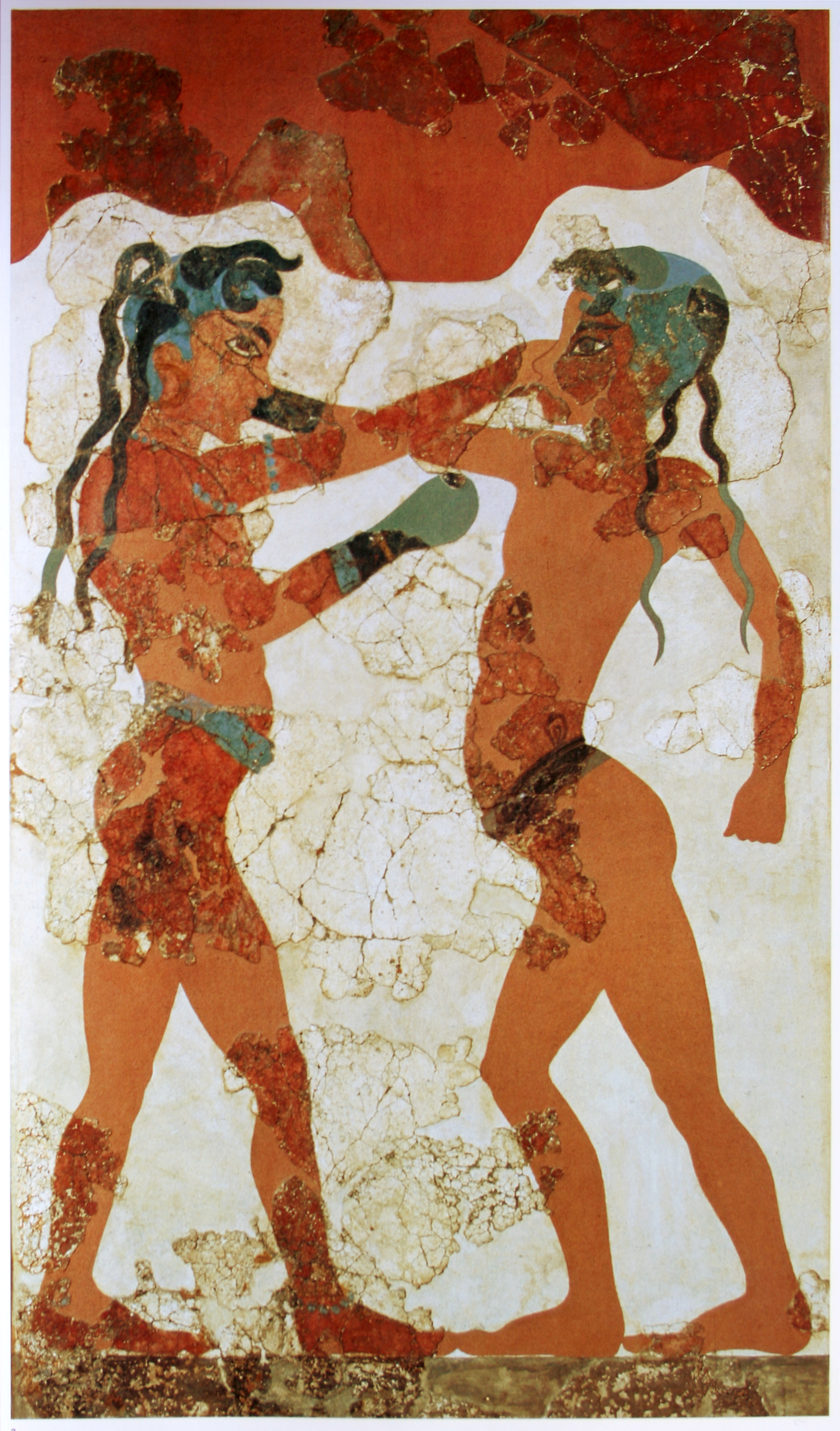
Юнаки, які боксують. Давньогрецька фреска

Двадцять третя пісня «Іліади» Гомера докладно розповідає про боксерський поєдинок між Евріалом і Епеосом. Згідно з «Іліадою», бокс був включений мікенськими воїнами в змагання на честь померлих. Інша легенда свідчить, що Тесей під час свого правління заснував різновид боксу, в якому два учасники сідали один навпроти одного і били кулаками, поки один із них не вмирав.
У 688 році до н. е. бокс був уперше включений у програму 23-х античних Олімпійських ігор. Уважають, що творцем правил кулачних поєдинків, відомих у той час як пігмахія (πυγμαχία), був Геракл. Існує легенда, що спартанці перед тим, як навчитися володіти мечем і щитом, також проходили школу боксу.
Змагання в Стародавній Греції проходили на квадратному майданчику, посипаному піском, а огорожею цього «рингу» були глядачі. За дотриманням правил стежив суддя — гелладонік. Якщо в установлений час жоден з учасників не поступався іншому — призначався обмін ударами без захисту. До участі в Олімпіаді допускалися тільки люди, народжені вільними. Тренування проходили в спеціальних школах — палестрах, спортсмени відпрацьовували техніку на мішках (називалися korykos) і, щоб уникнути травм під час поєдинків, обмотували ременями руки, зап'ястя й іноді груди.

### Бокс у Стародавньому Римі
У Стародавньому Римі існувало два різновиди боксу, і обидві вони походили від етруських традицій. По всьому Римі був популярний народний «бокс», але також існував і гладіаторський варіант бою. Учасниками подібних поєдинків переважно були злочинці і раби, які сподівалися завоювати свободу, але іноді билися вільні люди, аристократи і навіть жінки. Гладіатори билися в своєрідних рукавичках (кестах), іноді з шипами.
Популярність кулачних боїв призвела до того, що навіть імператори почали брати в них участь, першим із них став Нерон.
У 393 році римський імператор Феодосій Великий за наполяганням духовенства заборонив проводити Олімпійські ігри, тому що вони вважалися язичницьким святкуванням, а в 500 році Теодоріх Великий заборонив бокс, як спорт, який ображає Бога: адже символ Бога, людина, піддавалася ударам. Однак цей указ не сильно вплинув на спортивне життя міст, що знаходилися за межами Східної імперії. До того часу Західна Європа перестала бути частиною Римської імперії, і тут бокс залишався популярним протягом Середньовіччя і пізніше. Слід зазначити, що боротьба, фехтування і гонки на колісницях ніколи не потрапляли під заборону.

## Сучасний варіант
|                                                        |  |  |
| Пам'ятна монета НБУ номіналом 2 грн., присвячена боксу |  |  |

Друге життя бокс отримав в Англії, де у 1681 р. відбувся перший боксерський матч. Його організував Крістофер Монк. Уже з 1698 р. в Англії почалися регулярні змагання. Лондон став центром боксу, куди почали з'їжджатися боксери з усієї країни. Матчі («зустрічі») відбувалися здебільшого на відкритому повітрі, без рукавичок і без правил. Матч закінчувався, коли боксер уже не міг продовжувати змагання. Зазвичай після падіння суперника на землю напад був заборонений.
Одним із перших чемпіонів був Джеймс Фігг, якого було проголошено чемпіоном 1719 року. Він зберігав цей титул протягом 15 років. У 1743 р. один із його учнів — Джек Бротон склав перші правила для цього виду спорту. За правилами, в боксі можна було використовувати тільки руки і не бити суперника нижче пояса. Після того, як суперник опинявся на землі і не зміг піднятися протягом 30 секунд, бій мав зупинитися.

## Вагові категорії

### Професійний бокс
- загальні категорії:
важка, напівважка, середня, напівсередня, легка, напівлегка, легша, найлегша, мінімальна.
- між загальними категоріями є одна проміжна:
друга (підвищення від меншої) або перша (зменшення від більшої).
  - Наприклад: перша середня вага це те саме, що друга напівсередня.[джерело?]

| Максимальная вага           | Назва категорії         | WBA                 | WBC                 | IBF                  | WBO                  |
| --------------------------- | ----------------------- | ------------------- | ------------------- | -------------------- | -------------------- |
| Понад 90,72 кг (200 фунтів) | Важка вага              | Heavyweight         | Heavyweight         | Heavyweight          | Heavyweight          |
| 90,72 кг (200 фунтів)       | Перша важка вага        | Cruiserweight       | Cruiserweight       | Cruiserweight        | Junior heavyweight   |
| 79,4 кг (175 фунтів)        | Напівважка вага         | Light heavyweight   | Light heavyweight   | Light heavyweight    | Light heavyweight    |
| 76,2 кг (168 фунтів)        | Друга середня вага      | Super middleweight  | Super middleweight  | Super middleweight   | Super middleweight   |
| 72,6 кг (160 фунтів)        | Середня вага            | Middleweight        | Middleweight        | Middleweight         | Middleweight         |
| 69,9 кг (154 фунти)         | Перша середня вага      | Super welterweight  | Super welterweight  | Junior middleweight  | Junior middleweight  |
| 66,7 кг (147 фунтів)        | Напівсередня вага       | Welterweight        | Welterweight        | Welterweight         | Welterweight         |
| 63,5 кг (140 фунтів)        | Перша напівсередня вага | Super lightweight   | Super lightweight   | Junior welterweight  | Junior welterweight  |
| 61,2 кг (135 фунтів)        | Легка вага              | Lightweight         | Lightweight         | Lightweight          | Lightweight          |
| 59,0 кг (130 фунтів)        | Друга напівлегка вага   | Super featherweight | Super featherweight | Junior lightweight   | Junior lightweight   |
| 57,2 кг (126 фунтів)        | Напівлегка вага         | Featherweight       | Featherweight       | Featherweight        | Featherweight        |
| 55,3 кг (122 фунти)         | Друга легша вага        | Super bantamweight  | Super bantamweight  | Junior featherweight | Junior featherweight |
| 53,5 кг (118 фунтів)        | Легша вага              | Bantamweight        | Bantamweight        | Bantamweight         | Bantamweight         |
| 52,2 кг (115 фунтів)        | Друга найлегша вага     | Super flyweight     | Super flyweight     | Junior bantamweight  | Junior bantamweight  |
| 50,8 кг (112 фунтів)        | Найлегша вага           | Flyweight           | Flyweight           | Flyweight            | Flyweight            |
| 49,0 кг (108 фунтів)        | Перша найлегша вага     | Light flyweight     | Light flyweight     | Junior flyweight     | Junior flyweight     |
| 47,6 кг (105 фунтів)        | Мінімальна вага         | Minimumweight       | Strawweight         | Mini flyweight       | Mini flyweight       |

### Аматорський бокс

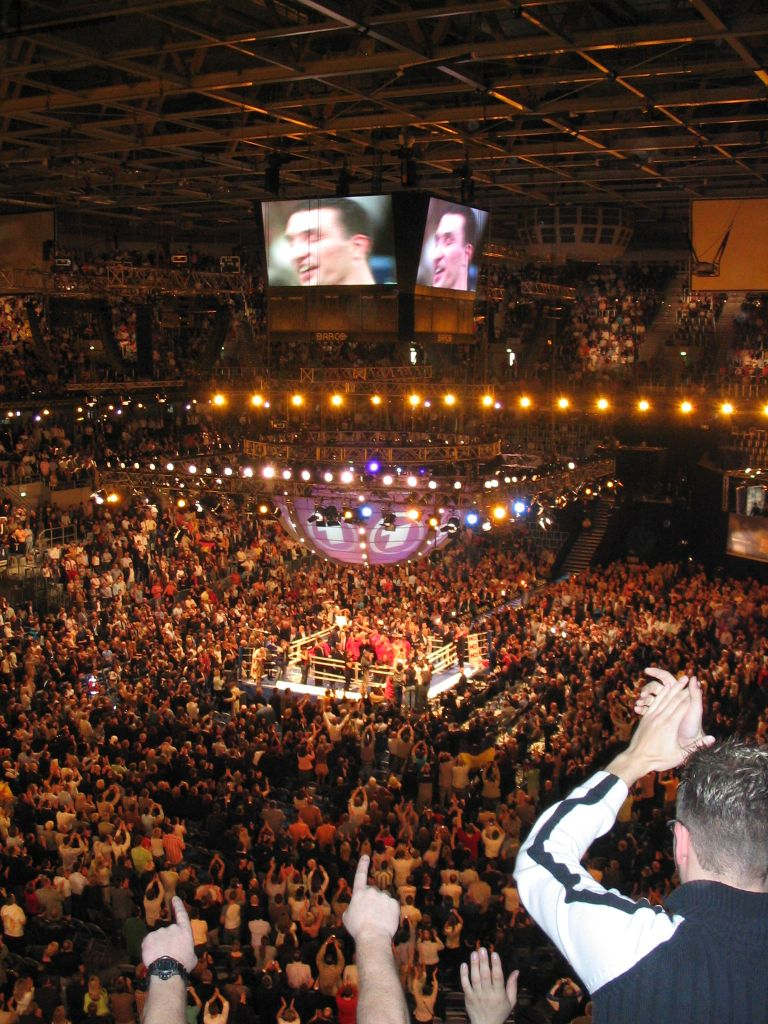
Боксерський поєдинок Володимира Кличка та Кріса Берда

| Вага         | Назва категорії         | Англійська назва категорії |
| ------------ | ----------------------- | -------------------------- |
| вище 91 (кг) | Надважка вага           | Super heavyweight          |
| до 91 (кг)   | Важка вага              | Heavyweight                |
| до 81 (кг)   | Напівважка вага         | Light heavyweight          |
| до 75 (кг)   | Середня вага            | Middleweight               |
| до 69 (кг)   | Напівсередня вага       | Welterweight               |
| до 64 (кг)   | Перша напівсередня вага | Light welterweight         |
| до 60 (кг)   | Легка вага              | Lightweight                |
| до 56 (кг)   | Напівлегка вага         | Featherweight              |
| до 52 (кг)   | Легша вага              | Bantamweight               |
| до 49 (кг)   | Найлегша вага           | Flyweight                  |

## Вплив на здоров'я
У 1920-х рр. був вперше опублікований випадок хронічної травматичної енцифалопатії в американського футбольного гравця. Ця публікація покращила розуміння феномену довгострокових наслідків від одержаних травм. Терміном «dementia pugilistica» ("недоумство у боксерів") описувався клінічний синдром порушення локомоцій, праксису. Нині цей феномен називають хронічною травматичною енцифалопатією. 

## Крилаті фрази боксу
- Джо Луїс: «Він може бігати, але не зможе сховатися»
- Семмі Скеф: «Одного разу мене збила вантажівка, ось тоді було болючіше» (після поразки нокаутом від Тайсона)
- Мухамед Алі: «Я бачив, як Джордж Форман боксував з тінню, і тінь виграла»
- Франк Габбард: «Найважче у боксі — збирати свої зуби з підлоги рукою в боксерській рукавичці»

## Вуличний бокс

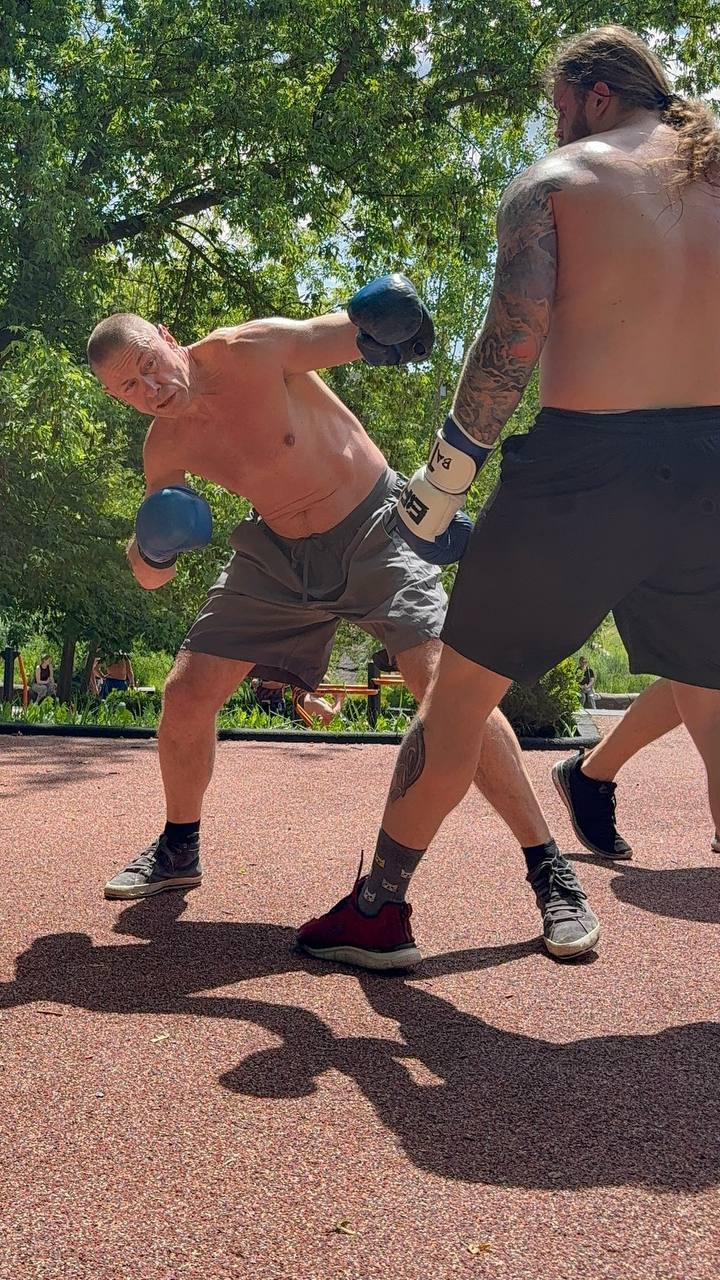
Вуличні боксери під час спарингу на спортивному майданчику, Харків

Наразі широке розповсюдження отримує так званий "вуличний бокс" або широко відомі "вуличні культури" - рух, в якому беруть участь спортсмени-турнікмени, та представники різних видів спорту. Зазвичай ці групи виникають у спільнотах спортивних осіб різних спеціальностей, які об'єднуються загальним інтересом до певного виду спорту і за хорошої погоди зустрічаються для проведення тренувань у парках, спортивних майданчиках або пляжній зоні. Завдяки цьому рухові усе більше людей стають свідками тренувань і, проявляючи інтерес до спортивних занять, приєднуються до спільнот, далі розповсюджуючи цю традицію. Цей рух дозволяє представникам підтримувати надзвичайну спортивну форму, готуючись до спортивних ігор, а також комунікувати за напрямками зацікавленості, розвиваючи соціальні зв'язки.